# دور الرعاية التمريضية في الولايات المتحدة
يوجد في الولايات المتحدة أنواع مختلفة من المرافق التمريضية السكنية (مرافق مجتمعية، ومرافق مؤسسية)، والتي يوافق عليها وتمول من قبل وزارة الصحة بغض النظر عن تصنيفها (سواء كانت تحت تصنيف الإعاقات الذهنية، أو الصحة النفسية، أو الصحة العامة). تطورت في سبعينيات القرن الماضي الأنماط المجتمعية الحديثة لتصبح صغيرة الحجم (أصبحت مجموعة من المنازل، أو حتى الشقق)، بدلًا من المؤسسات. اعتبارًا من عام 2017 يعيش ما يقارب 1.4 مليون أمريكي في دور رعاية المسنين، ويعتمد 64% منهم على المساعدة الطبية ميديكيد لدفع تكاليف رعايتهم.

## التاريخ
أنشأت الحكومة الفيدرالية الأمريكية في عام 1965 البرنامج الوطني للتأمين الاجتماعي ميديكير (أو الرعاية الطبية)، ما ضمن إمكانية الوصول إلى تأمين صحي للأمريكيين الذين أعمارهم 65 سنة أو أكثر، ودفع هذا البرنامج إلى إنشاء العديد من دور رعاية المسنين الجديدة في السنوات التالية، على الرغم من أن دور رعاية المسنين الخاصة بنيت منذ ثلاثينيات القرن الماضي بعد حادثة الكساد الكبير وإصدار قانون الضمان الاجتماعي لعام 1935.
غالبًا يمول ميديكيد، وهو برنامج لدعم الفقراء في الولايات المتحدة، برامج عديدة، كتقديم أسرة تمريضية للمرافق التي لا تستطيع تأمينها.
بحث تقرير لعام 1987 في المشاكل التي تواجه دور رعاية المسنين في ولاية ويسكونسون التي احتوت على 4000 شخص، كان 80% منهم بعمر تحت 65 سنة، وبمتوسط 110 مريض لكل منشأة، وكان 5% منهم لديهم إعاقات تطورية، وبحسب التقرير فإن 13 مؤسسة كبيرة مصنفة بأنها مرافق تمريضية ذات خبرة جيدة، لكن تبين أنها غير مناسبة بشكل كامل للأشخاص ذوي الإعاقات التطورية.
من المشاكل الأخرى التي واجهت دور الرعاية في التسعينيات هو افتقارها للطاقم الطبي الكافي.

### إصلاح دور المسنين
بذلت الولايات المتحدة على مستوى وطني جهودًا كبيرة خلال عدة عقود على إصلاح دور الرعاية الصحية والسكنية لكبار السن الضعفاء، وخاصة ذوي الدخل المنخفض، وأضيفت قوانين تضمن الرعاية الأساسية الجيدة (أي المعايير الإنسانية الجيدة المقبولة) التي ستقدم في هذه المرافق (كالتعليم والأنشطة والخدمات المهنية وغيرها...).
حدثت مبادرة رئيسية في عام 1996 من أجل إصلاح دور رعاية المسنين، إذ درست إدارة تمويل الرعاية الصحية حالة منشآتها الخاصة، وأبلغت الكونغرس الأمريكي بفعالية نظامها الحالي، وبحلول عام 1998 أعلن الرئيس خطوات جديدة للإشراف الفيدرالي، بما في ذلك مراقبة الأداء الضعيف، وطريقة جمع رسوم جديدة، وزيادة التركيز على تقديم التغذية، والرعاية الشخصية الأساسية مثل التي يحتاجها مرضى قرحات الضغط (الاضطجاعية).
تنشر مراكز الرعاية الطبية والخدمات الطبية في وزارة الصحة والخدمات الإنسانية حاليًا ملخصًا لبيانات دور المسنين سنويًا، وتظهر من خلالها مختلف الإحصائيات المتعلقة بدور رعاية المسنين، إضافة إلى أوجه القصور الصحية والرعاية دون المستوى المطلوب، وكانت نتائج 2015 إيجابية بشكل عام، إذ أظهرت انخفاضًا في تقارير الرعاية المتدنية من 4.4% في عام 2008 إلى 3.2% في عام 2014، ما عكس وجود تحسنات عن السابق.

### مرافق الرعاية المتوسطة
طورت مرافق الرعاية المتوسطة (أو الصغيرة) من قبل الأنظمة الفئوية الحكومية في سبعينيات القرن الماضي، كرد فعل على الظروف المؤسسية، وظهر نموذج جديد للمرافق المجتمعية، إذ تشبه هذه المنشآت المنازل في أحجامها الصغيرة، وتدار من قبل إدارة الخدمات المجتمعية (أحيانًا من قبل موظفي الخدمة المدنية)، وتنظم بشكل منفصل.

## القوانين
تضمن مراكز الولايات المتحدة للرعاية الصحية، والمساعدة الطبية حصول كل شخص يحتاج الرعاية عليها.
تعد الخدمات المنزلية والمجتمعية تطورات حديثة بدأت في سبعينيات القرن الماضي في الولايات المتحدة بهدف تقديم دعم وخدمات طويلة الأمد للسكان.
تجري السلطات عمليات تفتيش على جميع مرافق دور رعاية المسنين من أجل ضمان استيفاء المعايير القانونية اللازمة بقدر الإمكان، إذ يرسل موظفون لإجراء مسوحات لدور الرعاية بمتوسط كل سنة؛ لضمان المستويات الأساسية للجودة والسلامة للمقيمين، وتطلق السلطة أيضًا مبادرات مختلفة من أجل تحسين فعالية المسوحات السنوية لدور الرعاية، ولإجراء تحقيقات أفضل بخصوص الشكاوى التي يقدمها الساكنين فيها أو أفراد أسرهم.

## نماذج الرعاية البديلة
اتجه الحراك العام في السنوات الأخيرة نحو تنفيذ نماذج الرعاية البديلة، فقد حاول البعض خلق بيئة تركز أكثر على محيط سكان الدور، بشكل تصبح فيه أكثر شبهًا بالمنازل، وأقل شبهًا بالمباني المؤسسية، أو المشافي، فقد استبدلت الوحدات بمجموعات صغيرة من الغرف، التي تشترك بمطبخ وغرفة معيشة، ويعين موظفون يهتمون برعاية هذه التجمعات.
يتمتع الساكنين في هذه الدور بحرية أكبر في موضوع أوقات الاستيقاظ، ومواعيد تناول الطعام، وجداولهم الزمنية، ويستطيعون أيضًا تربية حيوانات أليفة فيها، ويدعى أحيانًا هذا النوع من المنشآت بالمنشآت الدفيئة، وتعتبر معظم نماذج الرعاية السكنية هذه بمثابة خدمات مجتمعية تديرها وكالات من المجتمع بدلًا من المرافق التمريضية.
وكمثال آخر على خدمات الرعاية المجتمعية، عروض مرض ألزهايمر التي شملت رعاية يومية متنقلة، وتقييم الخرف عند المتقدمين في العمر في المناطق الريفية، وتقديم الرعاية لكبار السن الذين يعيشون بمفردهم.

### الرعاية الموجهة للمهام
اقترحت إليانور لامبيرتسون (وهي ممرضة أمريكية رائدة في مجال التمريض) في عام 1953 إنشاء نظام يتألف من فريق تمريضي، والهدف من ذلك هو التغلب على ضعف الرعاية الناتجة عن الرعاية الموجهة للمهام، إذ يستجيب الفريق التمريضي نموذجيًا لاحتياجات كل من المرضى والموظفين، وتتمثل وظيفة قائد الفريق بتحفيز الفريق على التعلم، وتطوير مهارات جديدة، وإرشاد أعضاء فريقه، والإشراف عليهم، ويتميز نظام الفريق التمريضي بما يلي:
- تجري رعاية المرضى المباشرة من قبل مجموعة محددة من الممرضين والعاملين في الرعاية الصحية.
- تنجز المهام باستخدام عمليات تمريضية.
- الحصول على رعاية تمريضية شاملة ومتكاملة عندما يعمل الفريق بمستوى عال من الكفاءة.
- ينسق قائد الفريق رعاية المرضى، ويشرف على أعضاء الفريق.[17]

### الرعاية الموجهة للمقيمين
يستطيع المقيمون في إطار هذا النمط من الرعاية اتخاذ المزيد من الخيارات والقرارات بخصوص نمط حياتهم، وتشارك أسرهم بشكل أكبر في تقديم الرعاية، ويشارك الموظفون بدرجة أكبر مع المقيمين.
تجمع الرعاية الموجهة للمقيمين بين النماذج السريرية للرعاية، والنماذج الاجتماعية المرنة.
تسعى المرافق التمريضية التي تنفذ هذا النهج إلى الاستجابة للاحتياجات الروحية، والجسدية، والعاطفية لكل مقيم، ويهتم كل أعضاء المنشأة بالسكان بدءًا من المسؤولين انتهاءً بالممرضين المساعدين، فمثلًا يرد على جميع أضواء النداء على الفور من قبل أي شخص موجود وقريب حتى لو كان هذا الشخص عضوًا في الإدارة.

## التمويل
تختلف تكلفة دور رعاية المسنين بحسب الموقع الجغرافي لها، ويوجد عدة طرق للدفع مقابل الرعاية المنزلية للتمريض، بما في ذلك الرعاية الصحية (الميديكير) والمساعدة الطبية (الميديكيد) وبرامج التأمين، والممتلكات الشخصية، من المهم البحث عن الأنواع المختلفة لدور الرعاية من أجل إيجاد الخيار الأفضل من حيث التكلفة والمكان المناسب.
الرعاية الصحية (الميديكير) والمساعدة الطبية (الميديكيد)
برنامج الرعاية الصحية ميديكير هو برنامج فيدرالي يوفر التأمين الصحي للأمريكيين الذين تبلغ أعمارهم 65 سنة أو أكثر، لكنه لا يغطي إلا مئة يوم فقط من الرعاية؛ لذلك يعد خيارًا شائعًا من أجل مرافق إعادة التأهيل، أما الخيار الثاني المحتمل الذي يلجأ إليه الكثيرون هو المساعدة الطبية (الميديكيد)، وهو برنامج تديره كل ولاية بذاتها، ومثاله دور رعاية المسنين، ولكن قد يكون لكل ولاية متطلبات مختلفة في ما يخص الميديكيد متعلقة بمستويات الدخل، والممتلكات الشخصية، وغالبًا ما تكون خدمة برنامج الميديكيد متوفرة أكثر عند الأشخاص الذين استنفذوا كافة الفرص الأخرى، كالدفع من أموالهم الشخصية لتغطية العلاج، والمسكن، والطعام.

### شؤون الموظفين

#### الموظفون المباشرون
في معظم الولايات القضائية يجب أن يتوفر عدد كاف من الموظفين، فمثلًا قد تشترط الدولة أن يكون لدى دور الرعاية ممرض/ة قانونية واحدة على الأقل متاحة لمدة 8 ساعات متواصلة على الأقل طوال الأسبوع، وممرض/ة ممارسة مجازة على مدار 24 ساعة لكل 100 شخص ضمن الدار، ويعتبر نقص عدد الموظفين أحد الأسباب الشائعة لإهمال دور رعاية المسنين الناتج عن عجز الموظفين عن تلبية احتياجات جميع السكان.
يبقى موظفو الرعاية الصحية المباشرة على اتصال مباشر بشكل يومي مع المريض بنشاطات متعددة كتأمين الوجبات، والعناية الشخصية، والأنشطة اليومية (كالبينغو)، وتأمين الأدوية، والتنقل (على الكرسي المتحرك في أغلب الأوقات).

#### الموظفون غير المباشرون
يحافظ الحراس، وموظفوا الصيانة، والبستانيون على داخل وخارج المبنى بحالة نظيفة وعملية، ويكون الموظفون المباشرون هم المسؤولون عن النظافة الشخصية لساكني الدور.

#### خدمات التعهدات الخارجية
يستطيع السكان المتنقلون ركوب سيارات النقل العام من أجل زيارة الأماكن خارج المنشأة، ولكن لا تتكفل المنشأة دائمًا بتكاليف ذلك.

### الخدمات
تقدم المرافق التمريضية الرعاية الأكثر شمولًا التي يمكن أن يحصل عليها الشخص خارج المستشفى، إذ تقدم المساعدة في الكثير من المجالات كالاستحمام، وارتداء الملابس، وتناول الطعام، إضافة إلى الرعاية التي تقدمها ممرض/ة قانونية، والتي تشمل المراقبة والعلاج الطبي، أو الرعاية التي يقدمها مختصون مدربون بشكل خاص كالمعالجين الفيزيائيين، والمهنيين، وتختلف خدمات دور الرعاية من منشأة إلى أخرى، وتشمل بعض هذه الخدمات:
- مراقبة العلاج الدوائي.
- العناية الشخصية (بما في ذلك الملابس، والاستحمام، والمساعدة عند استخدام المرحاض).
- وجود رعاية إسعافية على مدار 24 ساعة.
- الأنشطة الاجتماعية والترفيهية.
- المساعدة الدينية (المساعدة على الصلاة).[21]

### العلاج المهني
يحتاج بعض الموجودين في دور رعاية المسنين لعلاج مهني مستمر، إذ يساعد مختصو العلاج المهني السكان في أنشطة الحياة اليومية الأساسية كالاستحمام، وارتداء الملابس، والدخول إلى المرحاض، إضافة لأنشطة أخرى كالراحة والنوم والتعليم والعمل واللعب والترفيه.
يمكن أن يلعب أخصائيو العلاج المهني دورًا قياديًا في تطوير وتنفيذ برامج تثقيف المسنين، مثل التقنيات التي يستطيعون من خلالها تعويض نقص الرؤية عندهم، أو طريقة اتباع استراتيجيات خاصة لمنع السقوط.

### المعالجة الفيزيائية
يحتاج بعض الأفراد الموجودين في دور الرعاية إلى علاج فيزيائي مستمر، للعديد من الأسباب، فقد يكون لدى الشخص مهارات حركية غير متطورة مطلقًا، أو أنها تطورت، ثم توقفت عن العمل لسبب ما، وهنا تقدم دور الرعاية أخصائيين متمرسين في مجال إعادة بناء العضلات، أو مساعدة الشخص على استعادة ثقته بنفسه عندما يتعلق الأمر بالقيام بعمل مادي، ويعد ذلك من أكثر العلاجات شيوعًا في دور رعاية المسنين.

### الاحتياجات الطبية
يحتاج تقريبًا جميع المقيمين في دور رعاية المسنين نوعًا معينًا من الاحتياجات الطبية، تتراوح بين متطلبات الرعاية الأساسية إلى الاحتياجات الأكثر تخصصًا، وقد جُهزت معظم المرافق التمريضية من أجل التعامل مع معظم هذه الاحتياجات الطبية في حال ظهورها، ويدرب معظم الموظفين للتعامل مع المرضى ذوي الاحتياجات الخاصة.